# V201SH
V201SHは、シャープが開発し、ソフトバンクモバイル（旧・ボーダフォン）が販売する携帯電話である。

## 特徴
V201SHは、シャープ初のボーダフォンプリペイドサービス/Pj 専用端末であり、ボーダフォン初のV2シリーズ（ハイエンドプリペイドシリーズ）端末である。通常契約用の機種としても販売されている。プリペイド専用端末としては珍しくQVGA液晶や赤外線通信機能(IrDA)を搭載している。モバイルカメラは搭載しておらず端末で写真を撮影し添付ファイルとしてメールで送信(写メール)をすることはできない。ボーダフォンライブに対応している。なお通信方式はパケット非対応のPDC方式である。

## 不具合
- 2006年7月28日 - 特定の文字を入力すると画面が固まったり、強制的に再起動する不具合

## 付属品
- 電池パック
- 急速充電器

## SoftBank 201SH
- 2006年7月7日付で201SHがJATEを通過。
- 2006年10月1日に、プリペイドに加えポストペイド契約用として201SHを近日発売と発表。
- 2006年10月20日に、201SH（SoftBank 201SH）をポストペイド契約用として発売開始。プリペイド用も併売。
  - なお、2012年冬モデル、2013年春モデルにおいて、201SHという型番は使用されず、200SH、202SH、203SHと、「201」は欠番になっている。